# 住化農業資材
住化農業資材株式会社（すみかのうぎょうしざい、Sumika Agro Tech Co.,Ltd.）は、大阪市中央区に本社を置く住友化学グループの大手農業資材メーカーである。